# Cerkev Nosso Senhor do Bonfim, Salvador
Cerkev Nosso Senhor do Bonfim (portugalsko Igreja de Nosso Senhor do Bonfim) je najbolj znana med katoliškimi cerkvami Salvadorja v zvezni državi Bahia v Braziliji. Zgrajena je bila v 18. stoletju na edini liniji hribov na polotoku Itapagipe, v spodnjem delu mesta Salvador. Cerkev je predmet intenzivne verske predanosti prebivalcev Salvadorja in je prizorišče znamenitega praznovanja, ki poteka vsako leto januarja, Festa do Senhor do Bonfim, poteka v četrtek po dnevu treh kraljev. Festival združuje elemente katolicizma in Candombléja. Inštitut za nacionalno zgodovino in umetnostno dediščino ga je leta 1938 uvrstil med zgodovinske objekte.
Cerkev je stolnica rimskokatoliške škofije Bonfim.

## Zgodovina
Čaščenje Nosso Senhor do Bonfim (Naš Gospod dobrega konca), ki ga predstavlja križani Jezus Kristus v trenutku njegove smrti) je stara tradicija na Portugalskem, ki se je v Brazilijo prinesla v kolonialnih časih. Leta 1740 je kapitan portugalske mornarice Teodósio Rodrigues de Faria med izpolnjevanjem zaobljube prinesel kip Nosso Senhorja do Bonfima iz Setúbala na Portugalskem v Salvador. Nekaj let pozneje je bila ustanovljena verska bratovščina, posvečena našemu gospodu Bonfimskemu in cerkev za namestitev kipa – sedanja cerkev Nosso Senhor do Bonfim – se je začela graditi na vrhu hriba Montserrat na polotoku Itapagipe v spodnjem delu mesta Salvador. Cerkev stoji na edini liniji hribov na polotoku Itapagipe na vzpetini, ki se danes imenuje Colina Sagrada ('Sveta gora'). Gradnja cerkve se je začela leta 1740 in je bila slovesno odprta leta 1754. Stolpa sta bila dokončana okoli leta 1772.
V 19. stoletju je bratovščina Bonfim na trgu pred cerkvijo zgradila hiše za nastanitev romarjev, ki vsako leto pridejo v Salvador, da bi počastili našega gospoda Bonfima.

## Opis
Cerkev Nosso Senhor do Bonfim je zgrajena iz opeke in kamna. Fasada cerkve je dvodimenzionalna, z osrednjim telesom, ki ga obdajata dva stolpa. Okna in dovršene volute zatrepa fasade so v rokokojskem slogu. Spodnji deli fasade so bili leta 1873 prekriti z industrijskimi portugalskimi ploščicami azulejo. Bele so z rumenim odtenkom in so bile zasnovane tako, da spominjajo na cerkev sv. Frančiška v zgodovinskem središču Salvadorja. Cerkev ima dva zvonika; so jih ob koncu 19. stoletja okronali s čebulnatimi strehami.

### Notranjost
Notranjost cerkve je bila dokončana v 19. stoletju, sestavlja pa jo bogat arhiv slik, ploščic, pozlačenih lesorezov in pohištva. Je enoladijska. Cerkev ima šest stranskih oltarjev; po dva na vsaki stranski steni in dva na sprednji strani ladje. Neoklasicistični glavni oltar, ki ima obliko baldahina s kupolo, ki jo podpirajo volute, je med letoma 1813 in 1814 izrezljal kiparski mojster Antônio Joaquim dos Santos; verjetno je odgovoren tudi za njegovo zasnovo. Stranska oltarja imata na sredini slike Joséja Teófila de Jesusa (ok. 1758–1847) namesto pozlačenih lesenih podob svetnikov, ki jih najdemo v drugih cerkvah v Bahii. Notranjost cerkve ima veliko ploščic. Na stranskih stenah cerkve je 28 velikih plošč iz ploščic, ki prikazujejo Kristusovo življenje. Naslikal jih je Tomáz do Carmo v Lizboni leta 1855. Podobne plošče s ploščicami so v istem desetletju naročili na Portugalskem za okrasitev zakristije, vendar niso bile nikoli nameščene. Ladja in zakristija imata navadne ploščice. Med letoma 1816 in 1817 je Antônio de Santa Rosa izrezljal strop kora, njegove tribune, obok kora in dva stranska oltarja.
Druga pomembna značilnost cerkve je lesen strop, ki ga je med letoma 1818 in 1820 poslikal umetnik iz Bahie Franco Velasco in prikazuje ljudi, ki se zahvaljujejo našemu gospodu Bonfima, ker je preživel brodolom. V zakristiji, ladji in drugih prostorih cerkve so slike drugega pomembnega bahijskega slikarja, Joséja Teófila de Jesusa, ki so bile narejene v 1830-ih.

### Pomembna umetniška dela
- Lesen strop, Franco Velasco
- Kristus s prešuštnico, José Theófilo de Jesus, zakristija
- Smrt grešnika, pripisana Bentu Capinamu
- Smrt pravičnega, pripisana Titu Nicolau Capinamu[5]

## Festival Bonfim
Festa do Bonfim (portugalsko: [ˈfɛstɐ du bõˈfĩ], 'praznik Bonfima') je vsakoletno versko praznovanje v Salvadorju, ki se začne drugi četrtek po dnevu Treh kraljev (6. januarja). Festival izvira iz 18. stoletja, ko je kapitan Theodózio Rodrigues de Fria preživel nevihto na morju na poti v Lizbono; vrnil se je v Brazilijo s podobo Senhor do Bonfim v cerkvi in praznoval njen praznik v koru in ladji cerkve. Festival je v 19. stoletju postal praznovanje celotnega mesta, kot so zapisali časopisi tistega obdobja. V četrtek po dnevu Treh kraljev se verniki zberejo pred cerkvijo Conceição da Praia v Cidade Baixa v Salvadorju, v današnjem Comércio. Vodi ga skupina Bahianas ali žensk v tradicionalni beli noši s turbani in dolgimi okroglimi krili. Po maši se verniki udeležijo procesije, ki zapusti cerkev Conceição da Praia, prečka 8 kilometrov do hriba cerkve Bonfim. Ko dosežejo vrh, Bahiani, ki so povezani s Candombléjem, umijejo stopnice in trg (cerkev) pred cerkvijo z aromatizirano vodo, medtem ko plešejo in pojejo pesmi v jorubskem jeziku. Obred umivanja se imenuje Lavagem do Bonfim (Umivanje Bonfima) in privablja tako katoličane in privržence Candombléja kot tudi turiste.
Praznovanja trajajo deset dni in se končajo z veliko mašo v cerkvi Bonfim. Številni častilci prihajajo od daleč, da bi spoštovali zaobljube našemu gospodu Bonfima. Cerkev ima muzej ex-votov (votivni dar), ki so jih verniki prinesli v zahvalo po prejeti božji milosti. Praznik vključuje stojnice s tradicionalno hrano, spominki, tradicionalnimi plesi in koncerti lokalnih glasbenih skupin.
Čeprav je praznik v svojem izvoru katoliški, razkriva tudi veliko o verskem sinkretizmu med katolicizmom in afriškimi verami v Bahii. V veri Candomblé je naš Gospod Bonfim povezan z Oxalá, očetom Oris in stvarnikom človeštva. Katoliška cerkev je nadškof Augusto Álvaro da Silva v različnih obdobjih 20. stoletja prepovedal umivanje cerkvenih stopnic: prvič med letoma 1929 in 1936, leta 1943 in od leta 1948 do 1952.

## Zapestnice Senhor do Bonfim
Fitinha do Senhor do Bonfim je spominek in priljubljen amulet, ki ga prodajajo ulični prodajalci okoli cerkve. Modni dodatek je izdelan iz bombaža in ima besedno zvezo Membrança do Senhor do Bonfim da Bahia (Spomin na gospoda Bonfima iz Bahie). Izraz ima verske konotacije in se nanaša na upodobitev Jezusa. Fita do Senhor do Bonfim je nosila supermodel v Milanu, in na naslovnici Elle.

## Zaščiten status
Nacionalni inštitut za zgodovinsko in umetniško dediščino je leta 1938 cerkev Nosso Senhor do Bonfim uvrstil med zgodovinske objekte. Struktura je bila registrirana v knjigi zgodovinskih del, napis 131 in knjigi likovnih umetnosti, napis 23. Direktiva je z dne 17. junija 1938.